# Unguraș, Cluj
Unguraș (în maghiară Bálványosváralja) este satul de reședință al comunei cu același nume din județul Cluj, Transilvania, România.

## Imagini

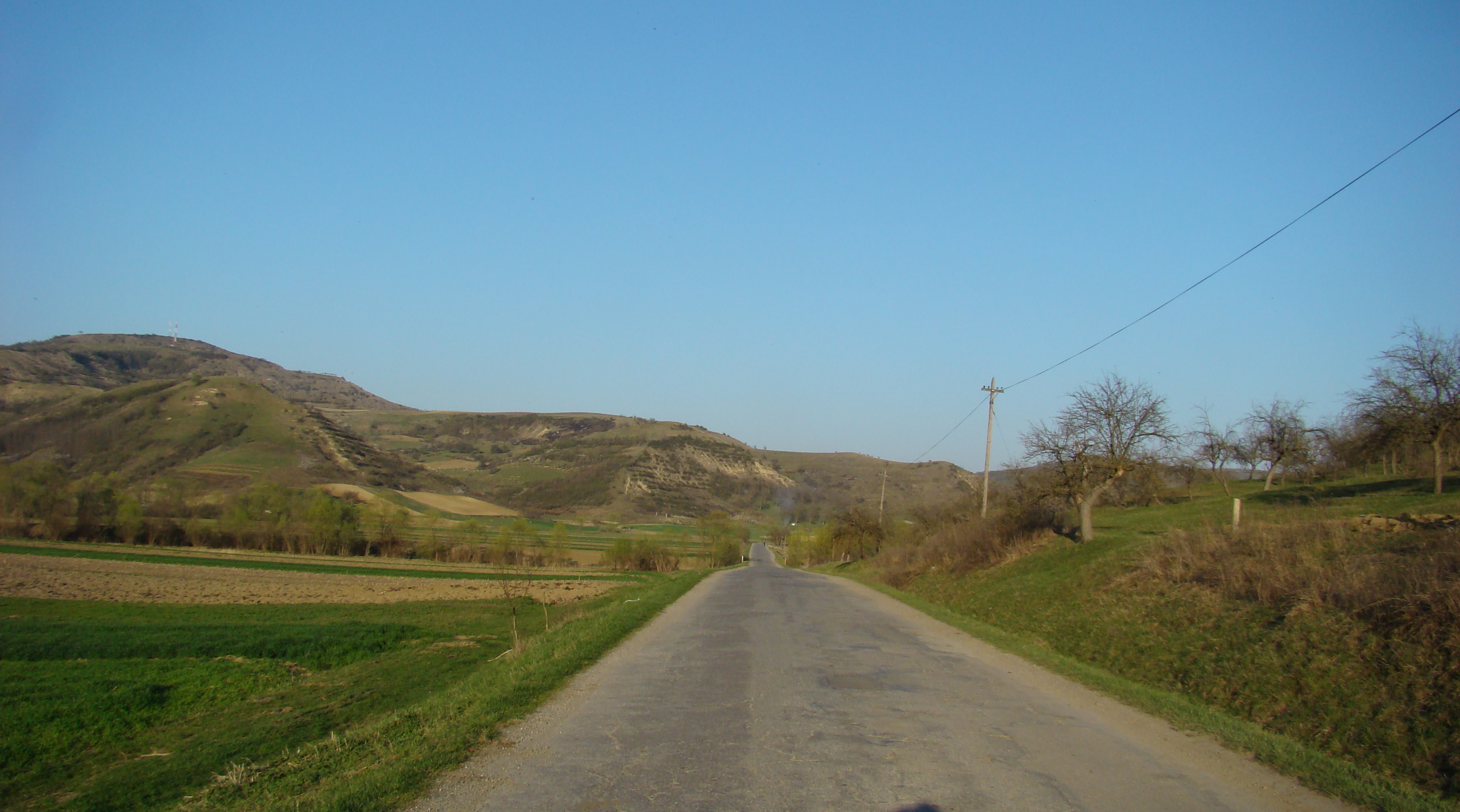
Drumul Nireș-Unguraș
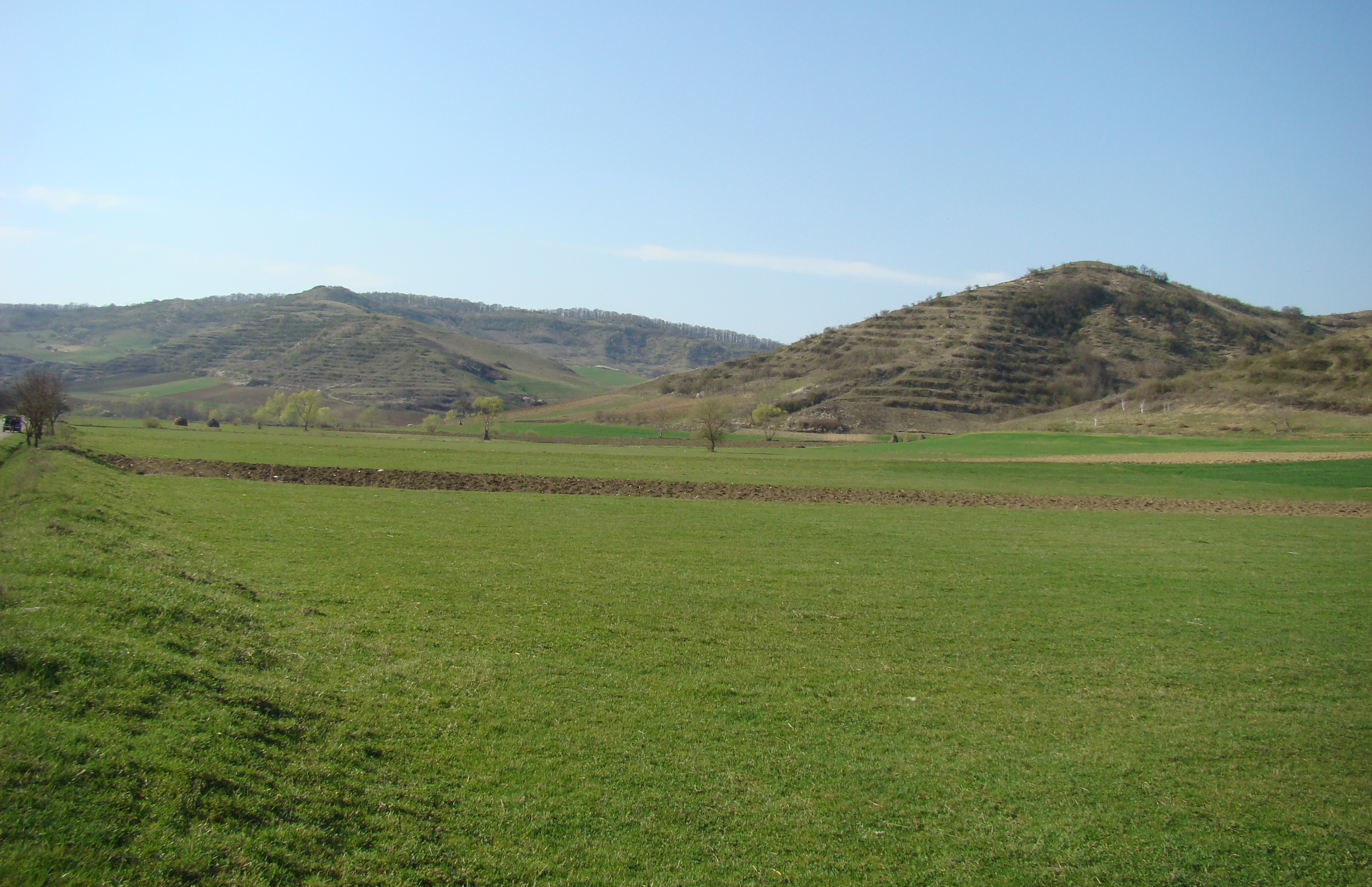
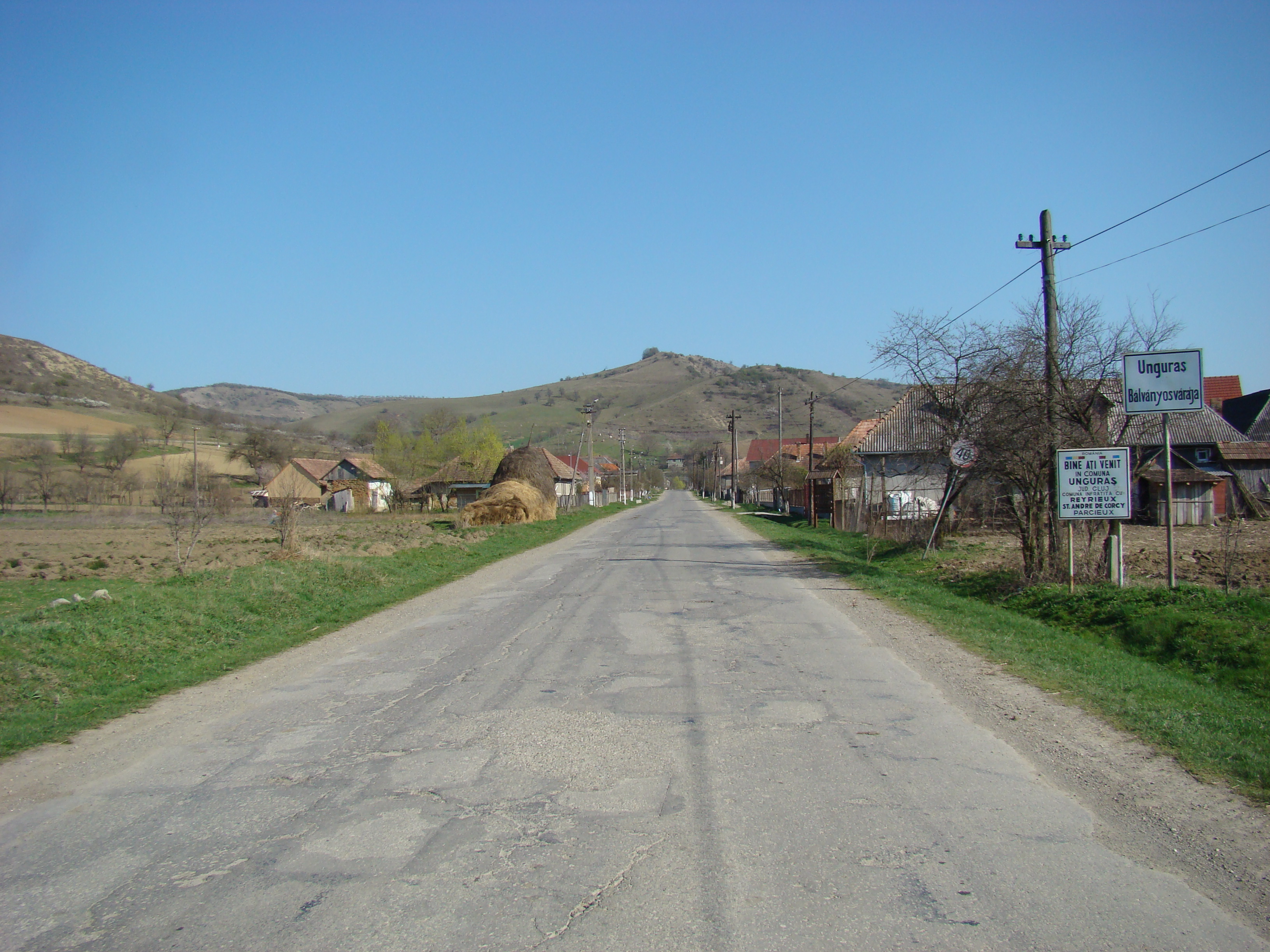
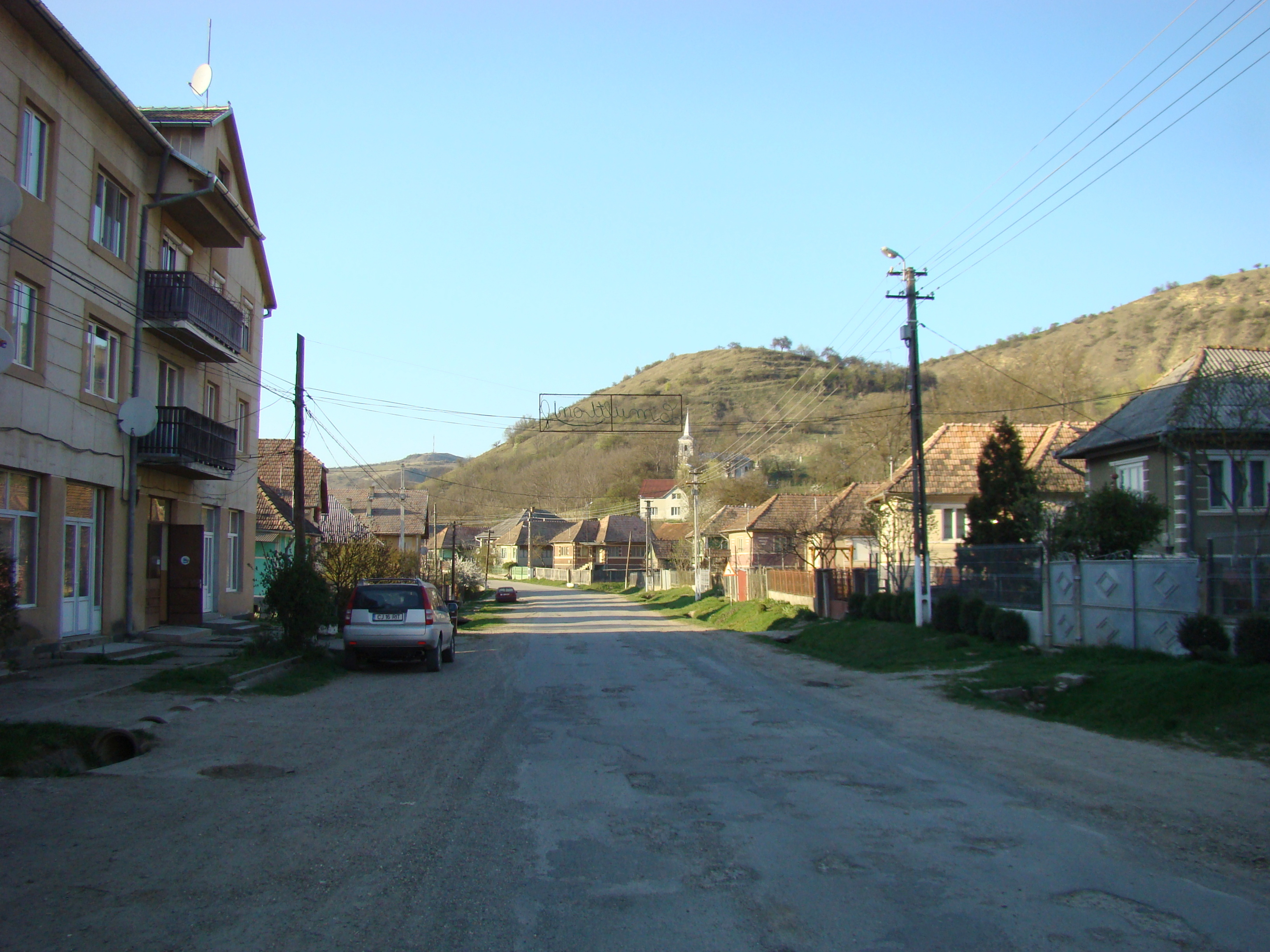
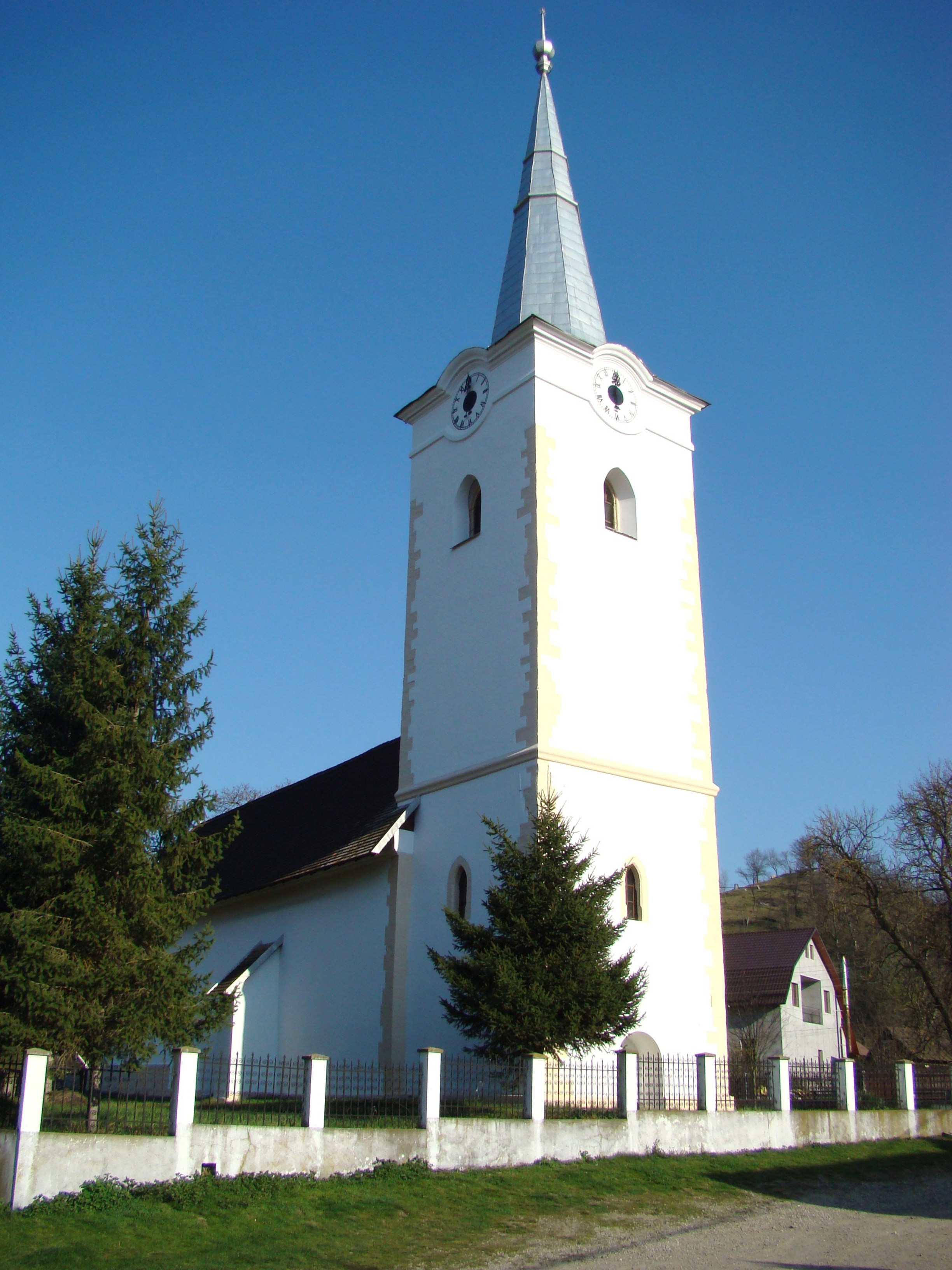
Biserica reformată (monument istoric)
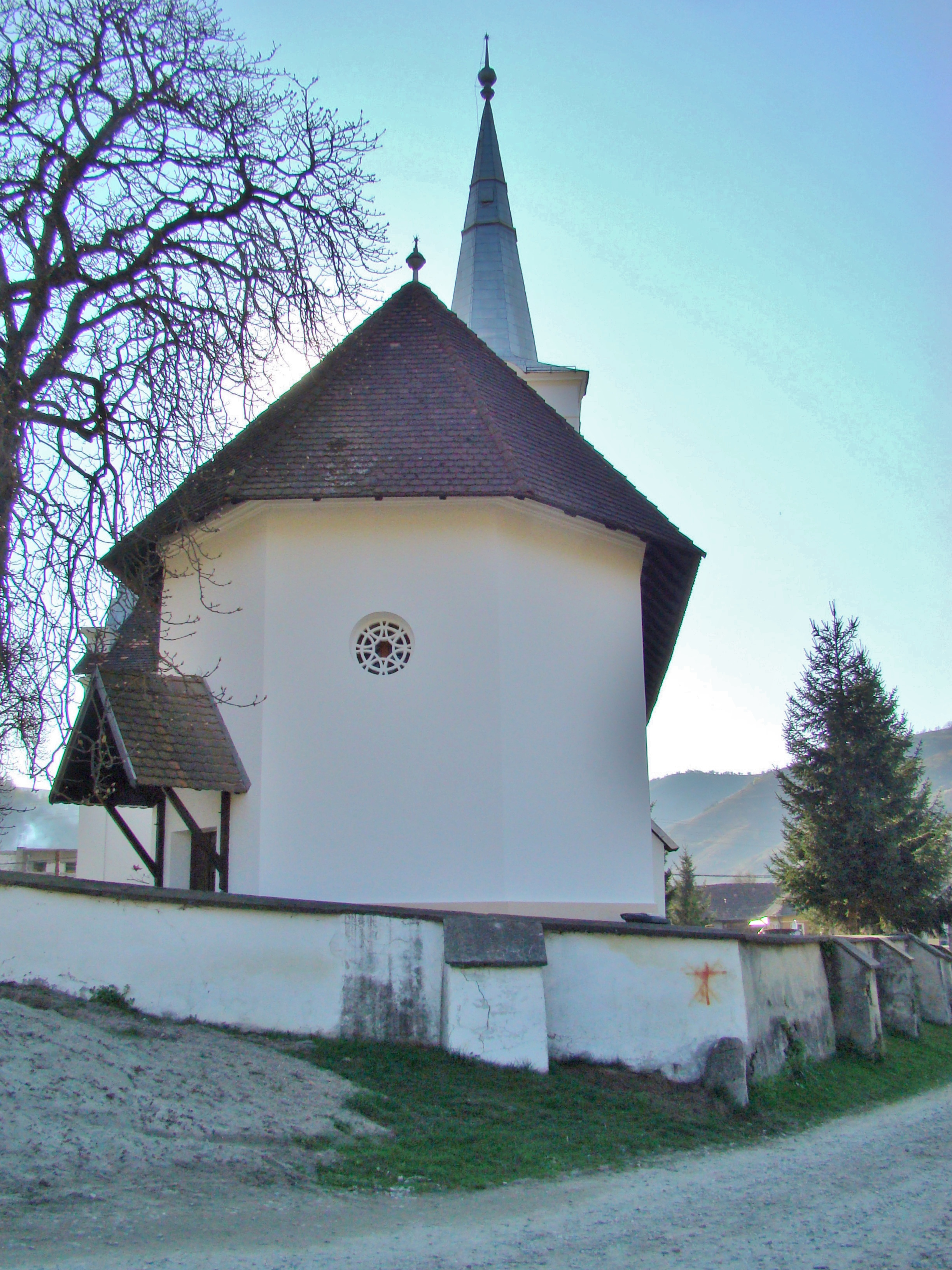
Biserica reformată (monument istoric)
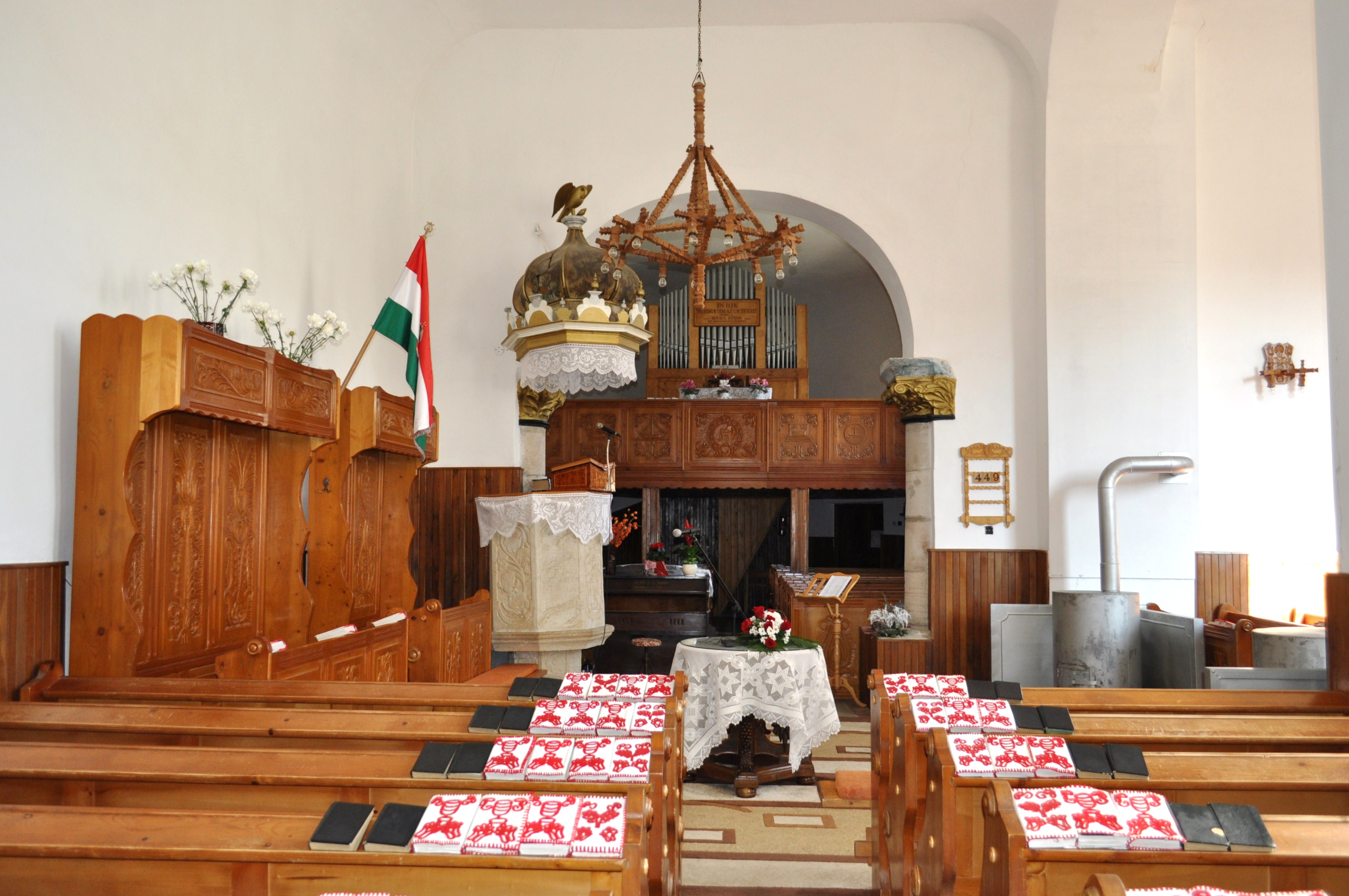
Biserica reformată (monument istoric)
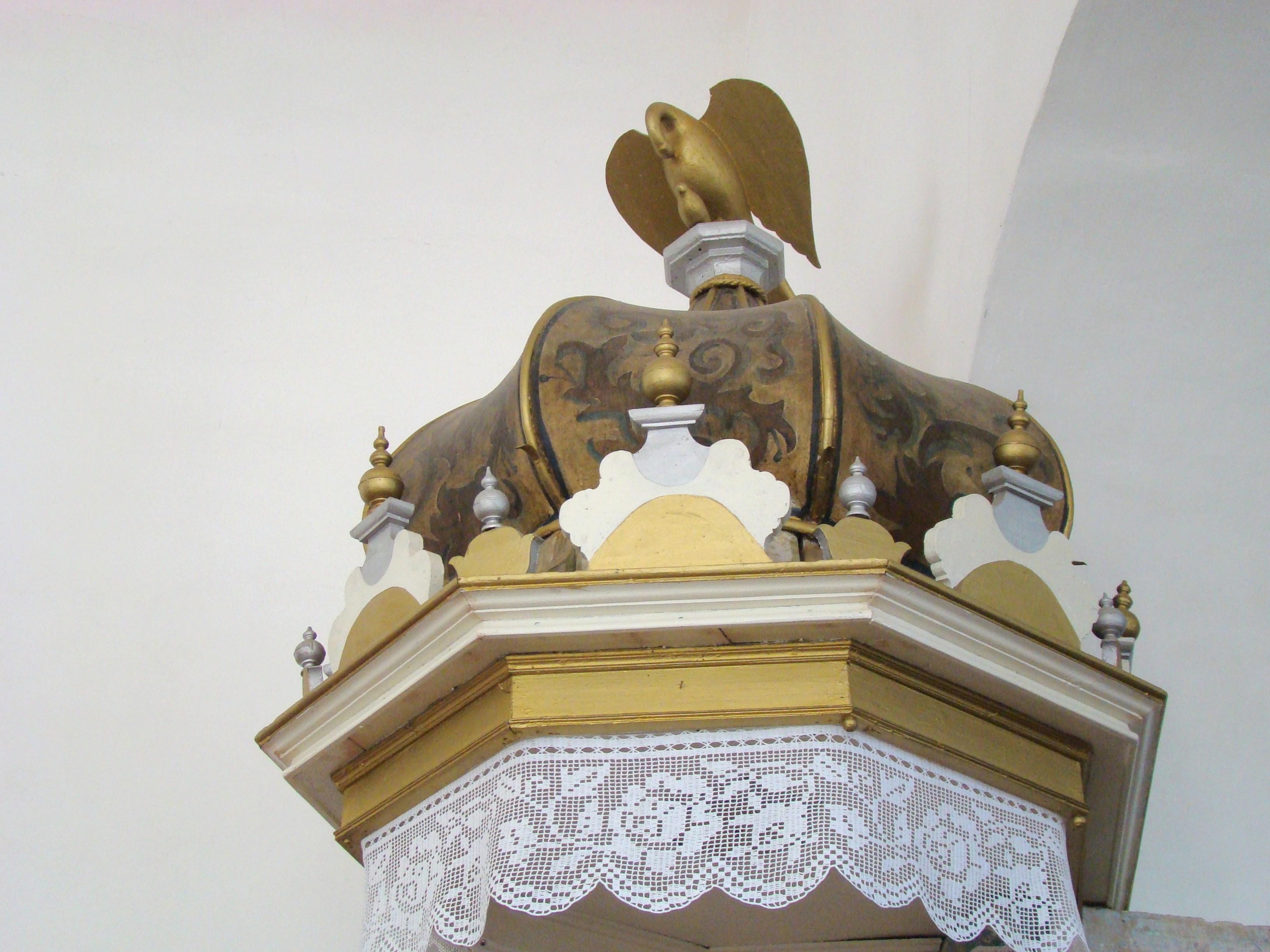
Coronamentul amvonului
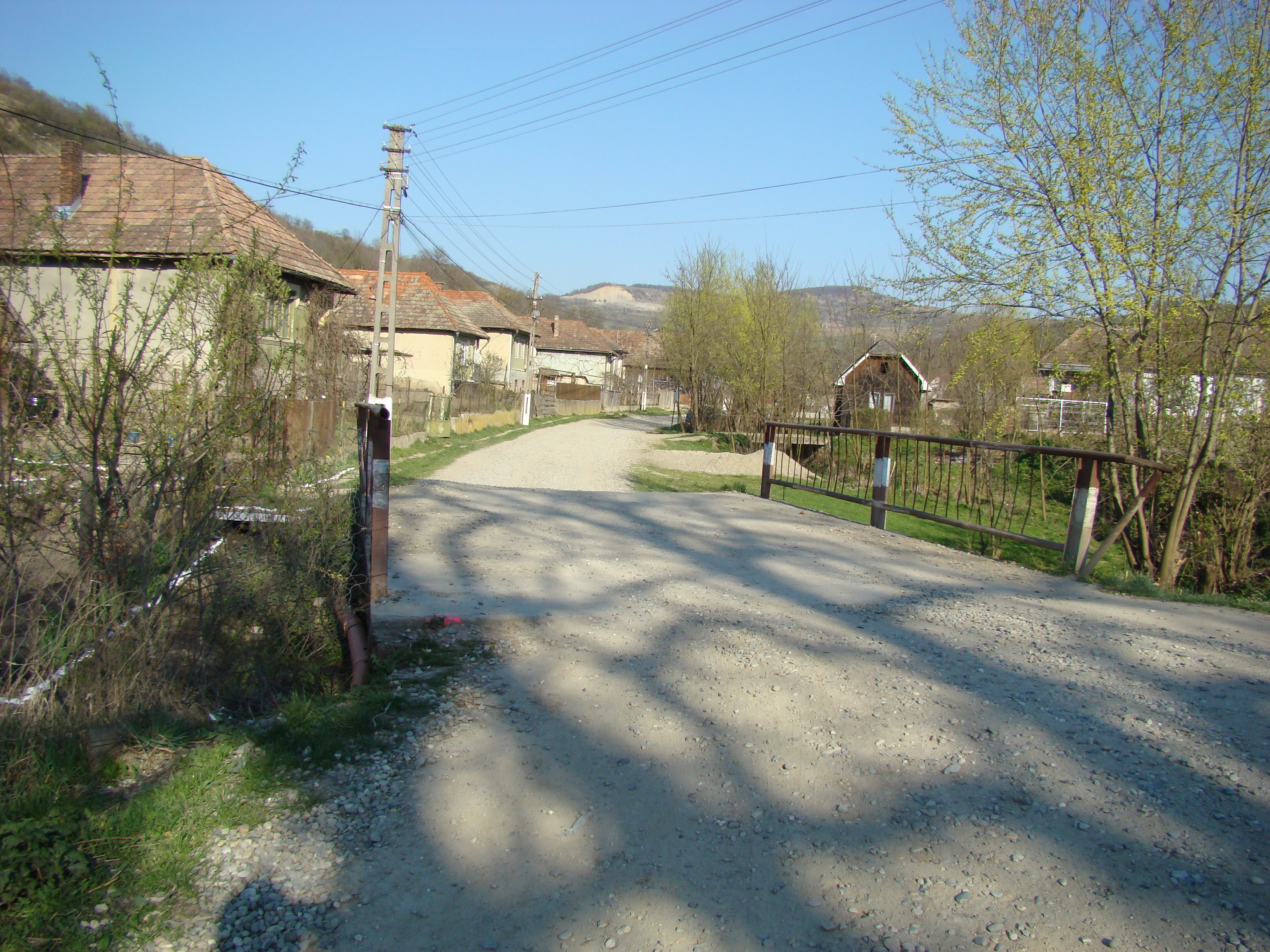
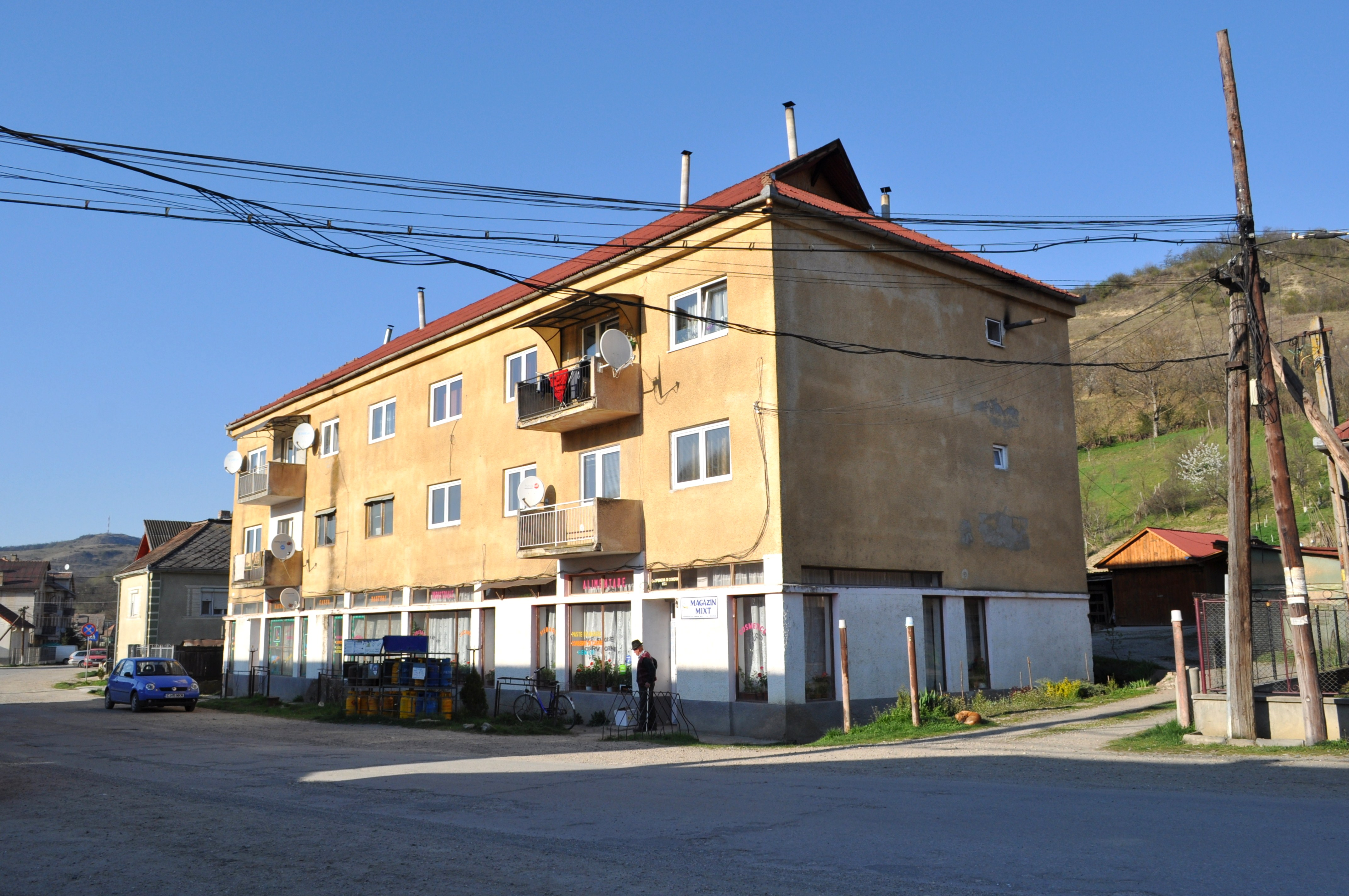
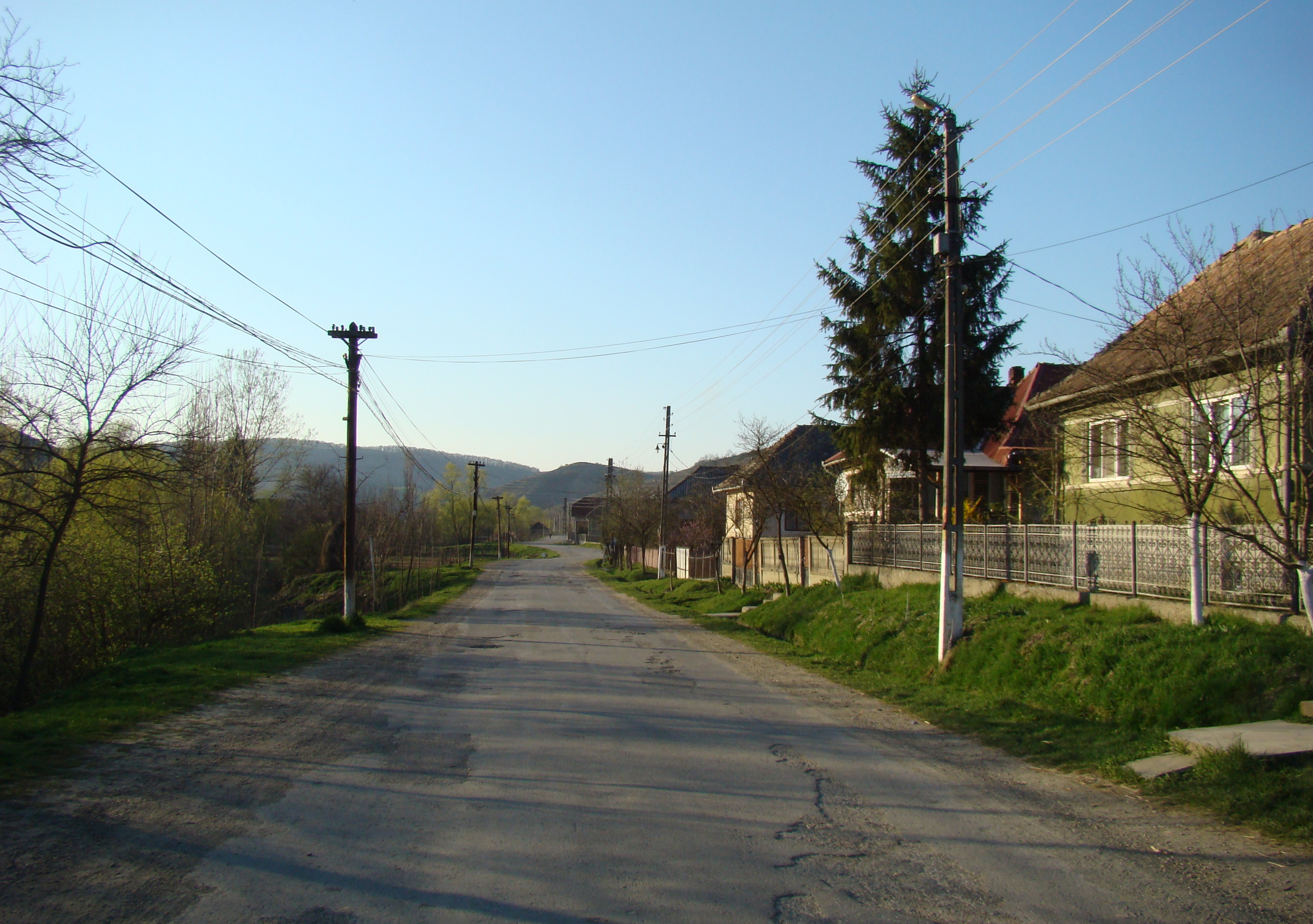
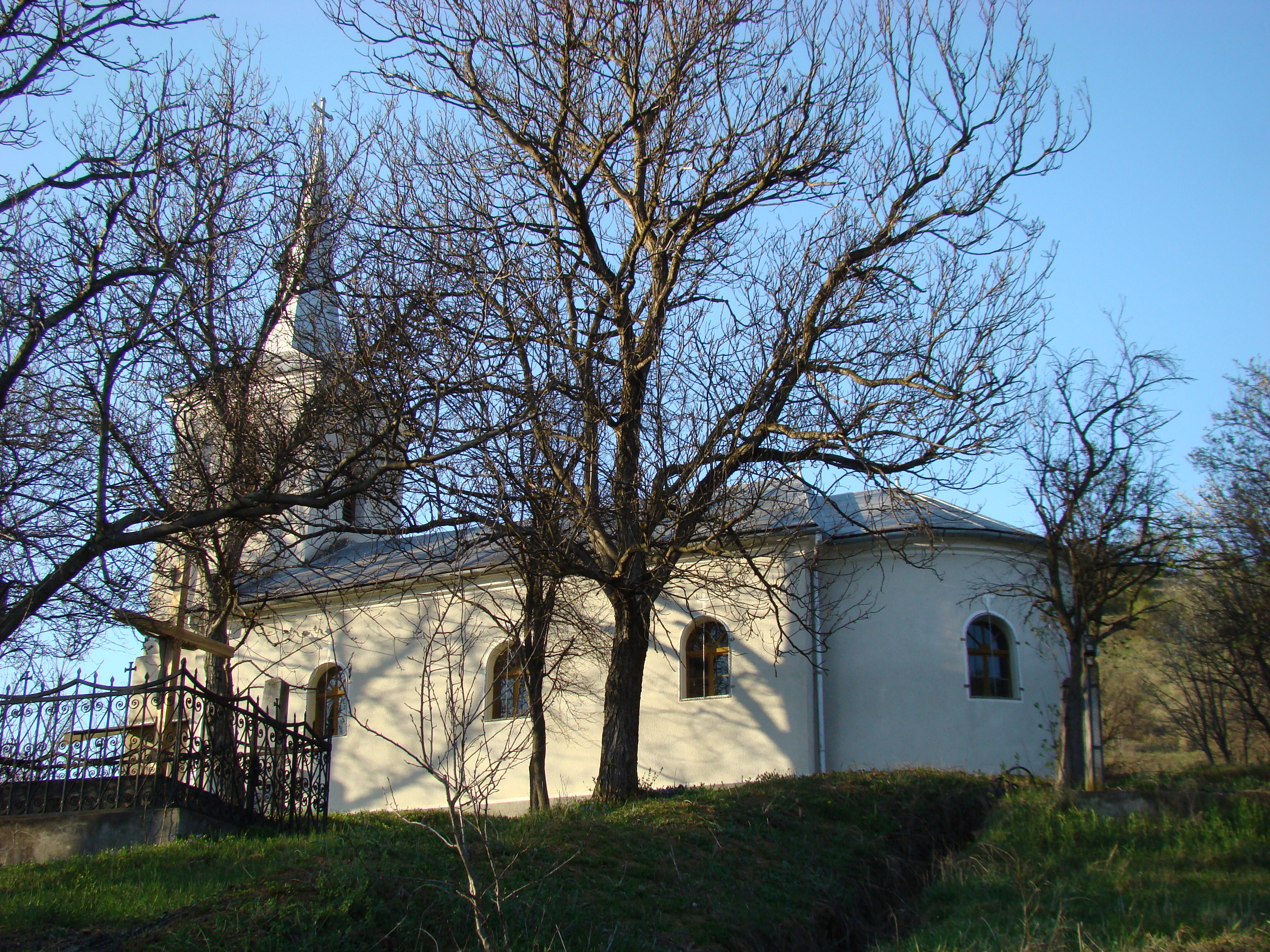
Biserica ortodoxă din Unguraș
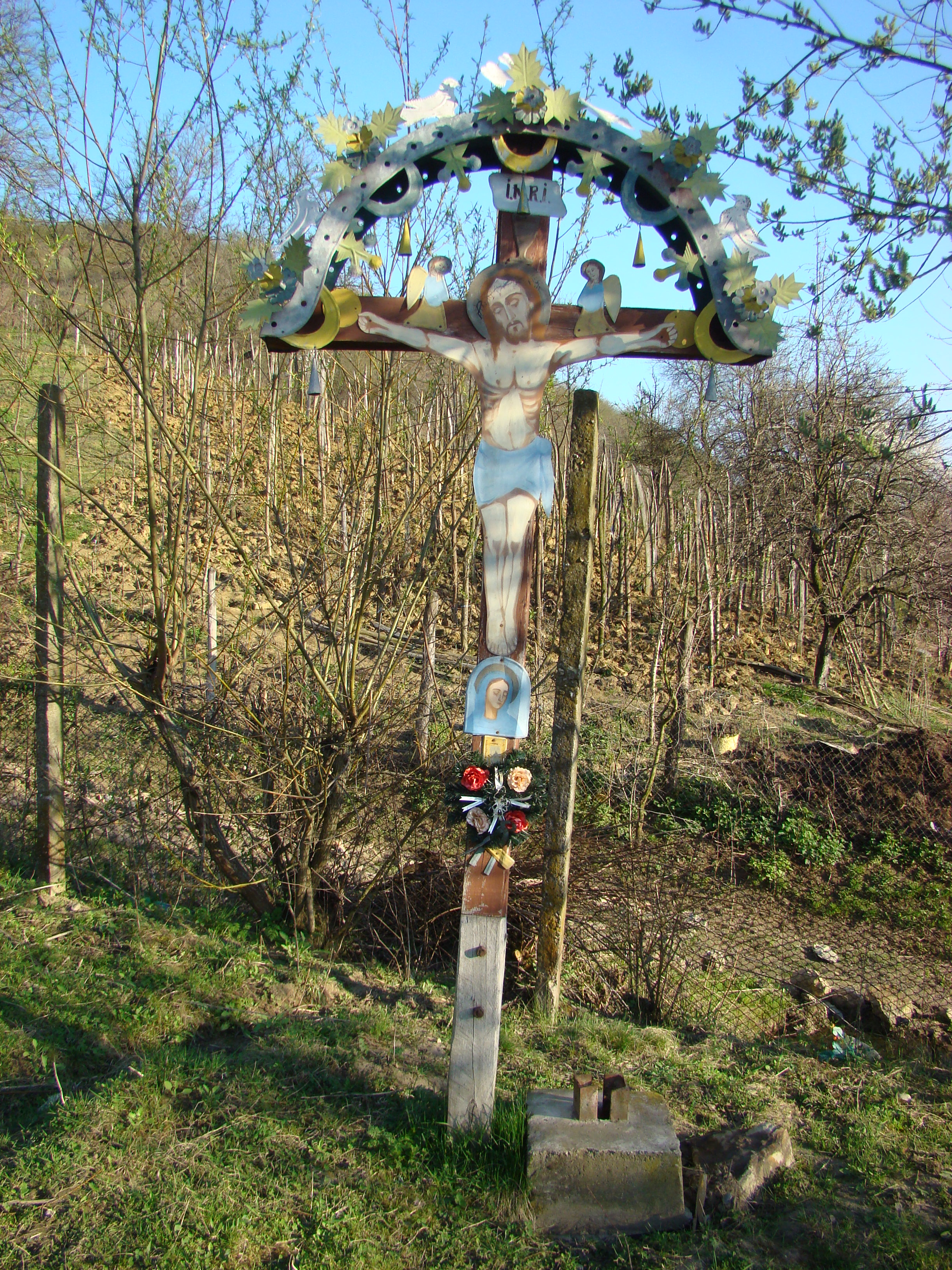
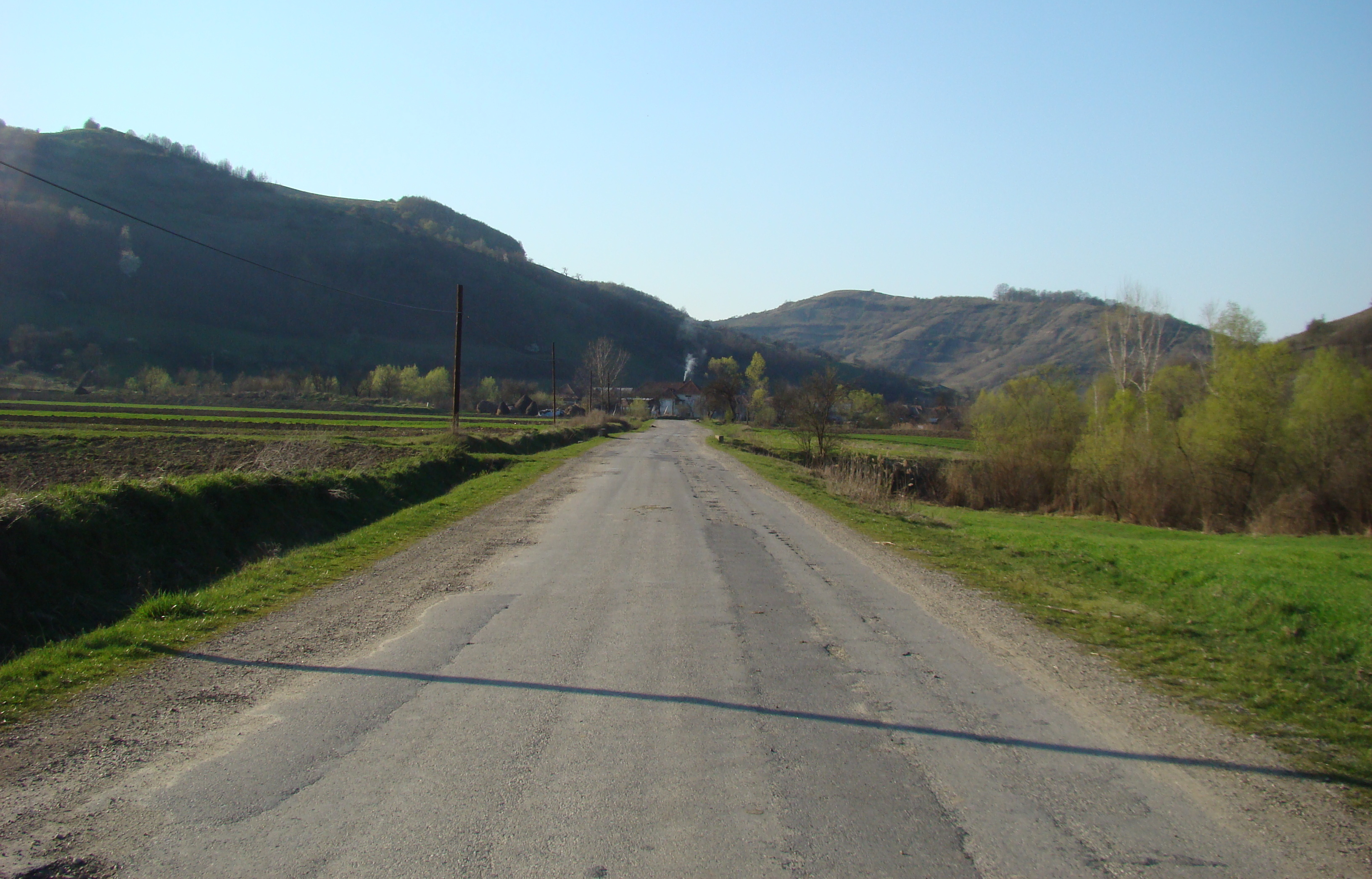
Ieșirea spre Batin
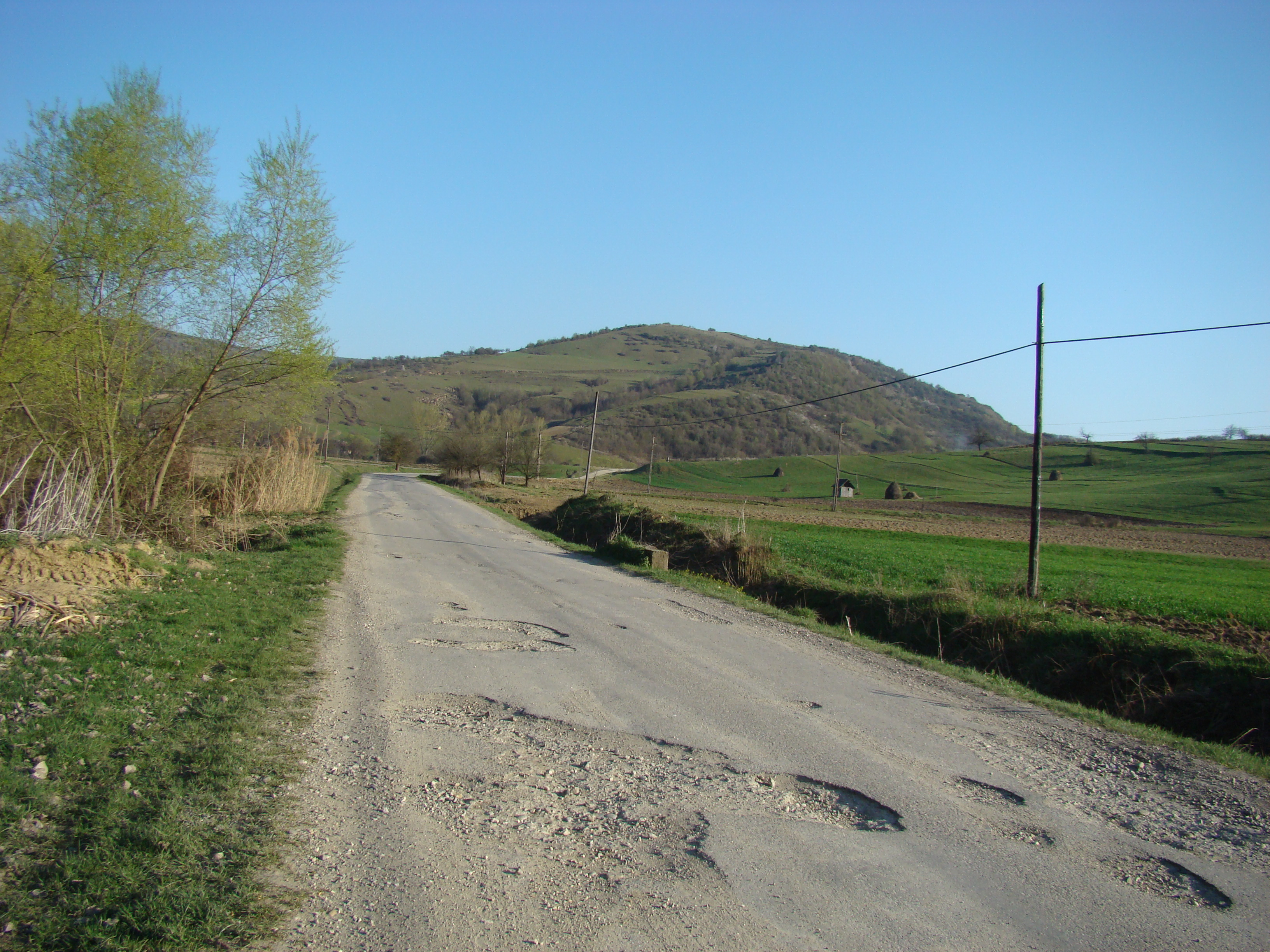
Drumul Unguraș-Valea Ungurașului